# Diwandarreh
Dīvāndarreh (farsi دیواندره) è il capoluogo dello shahrestān di Divandarreh, circoscrizione Centrale, nella provincia iraniana del Kurdistan, tra Saqez e Sanandaj.

## Geografia umana
Aveva, nel 2006, una popolazione di 22.842 abitanti.